# Gäubodenvolksfest

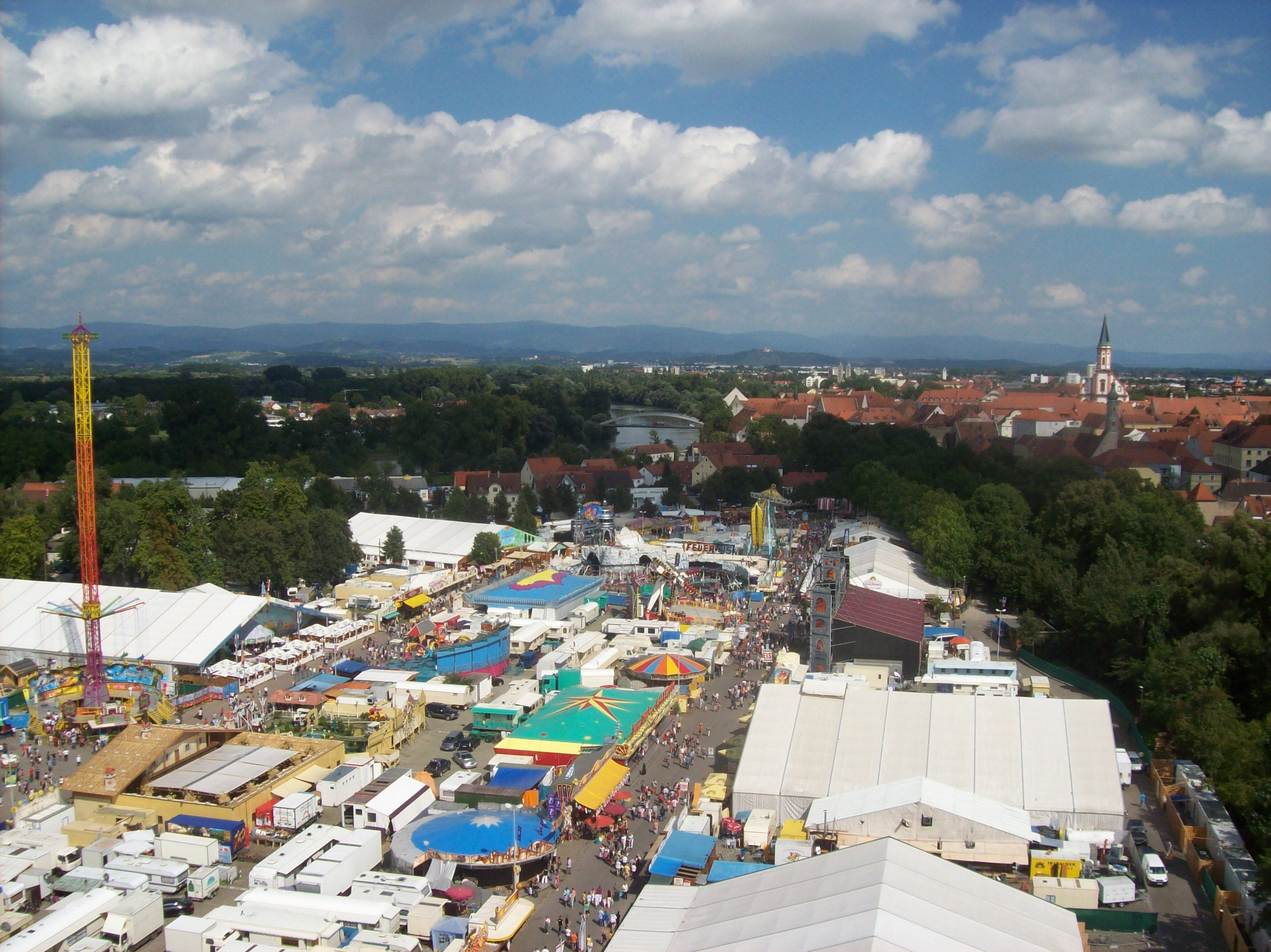
Gäubodenvolksfest mit Donau, Bogenberg und Bayerischem Wald.

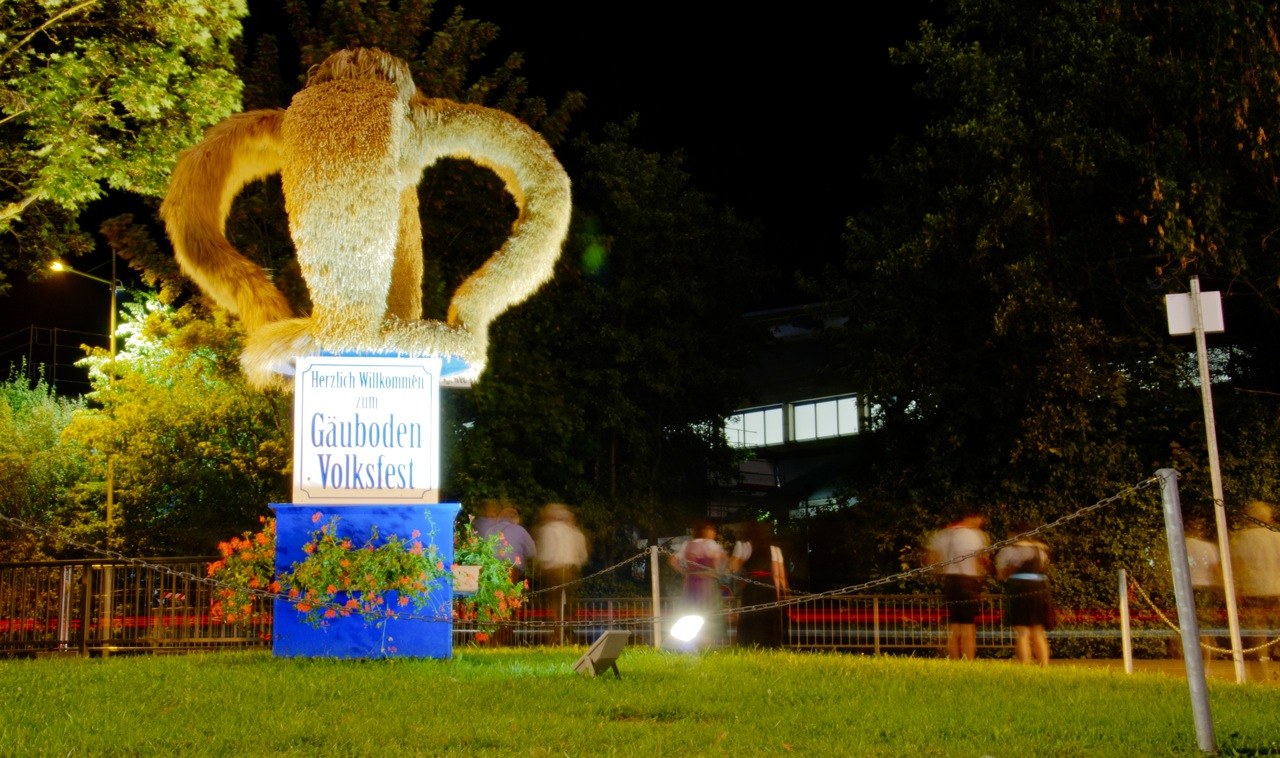
Die Erntekrone bei Nacht

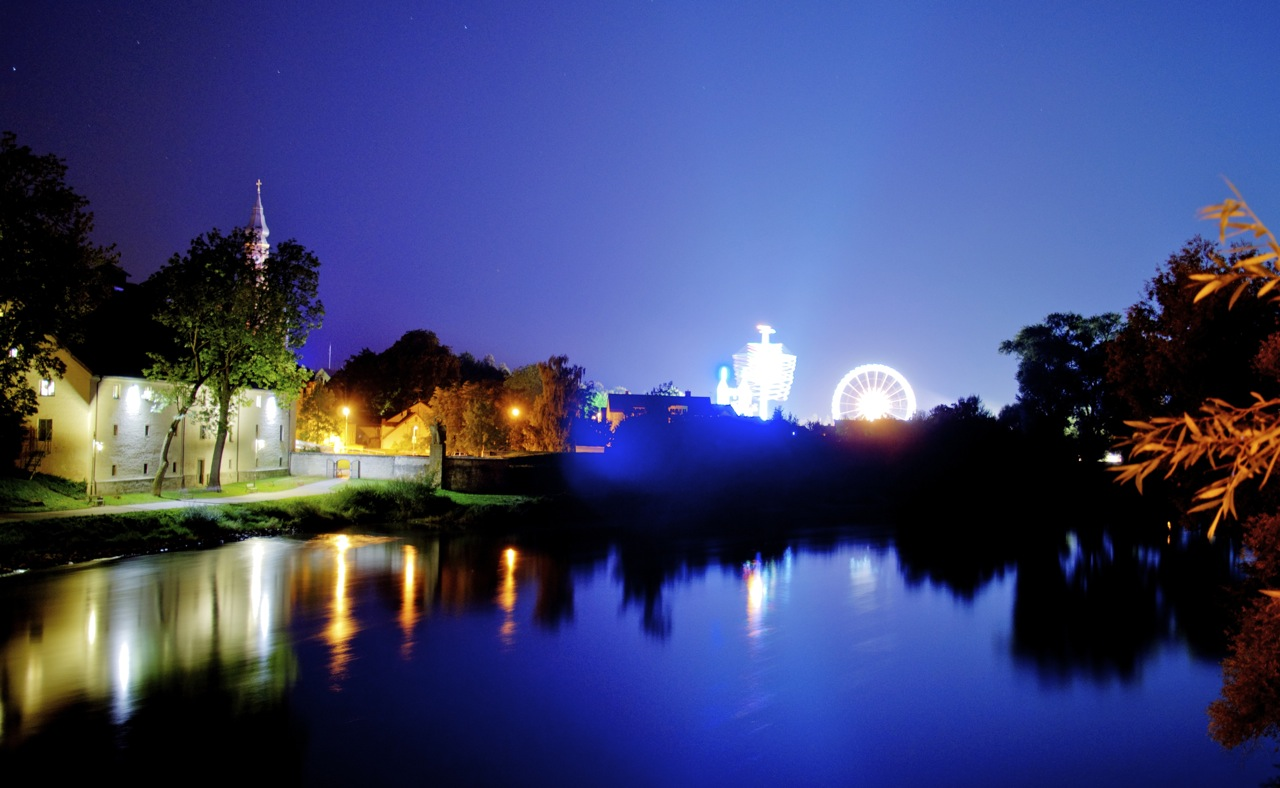
Von der Donaubrücke mit Blick aufs Geschehen

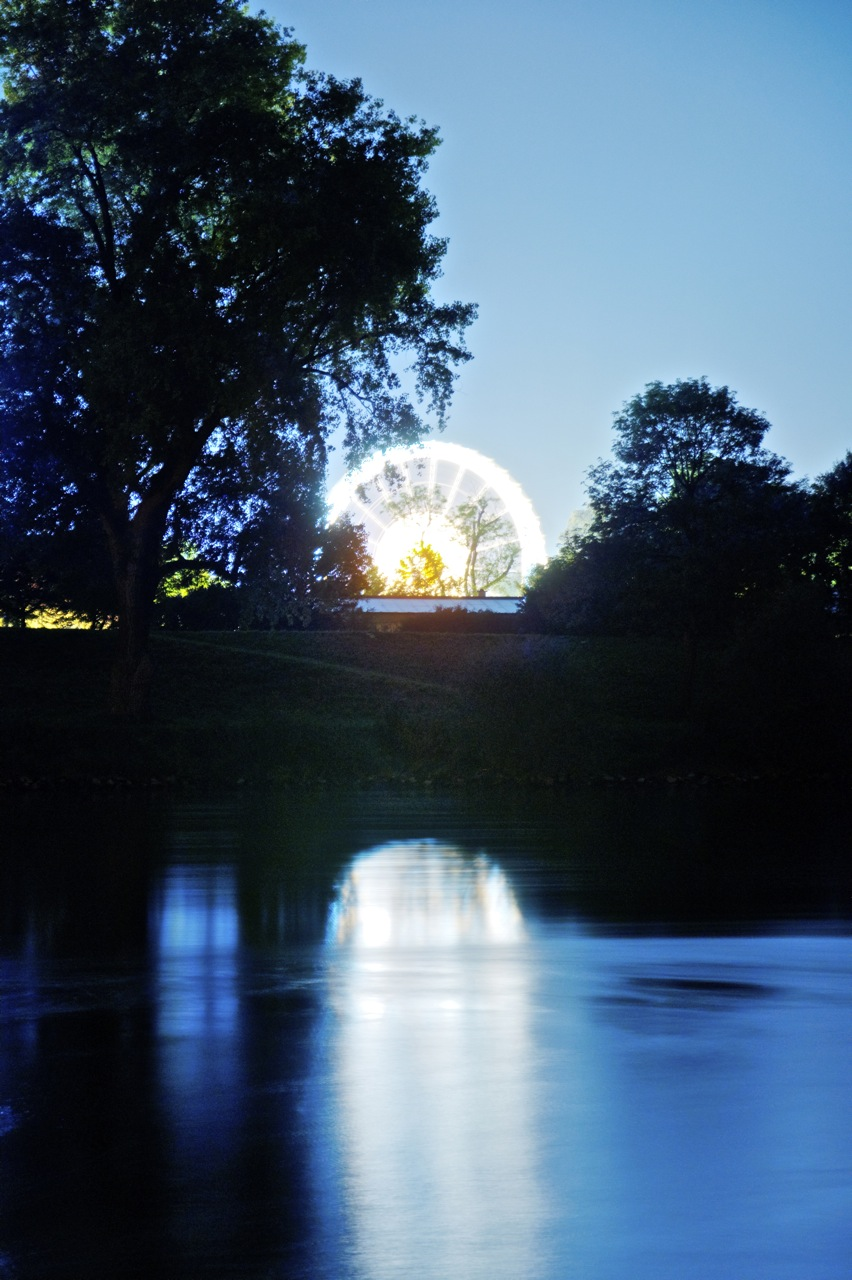
Das Riesenrad bei Nacht

Das Gäubodenvolksfest (kurz: Gäubodenfest) in Straubing ist eines der größten Volksfeste in Bayern.
Obwohl man im Gegensatz zum Münchner Oktoberfest zum Großteil auf einheimische Besucher trifft, besuchen alljährlich über eine Million (ca. 1,4 Millionen, Stand 2019) Besucher die am Festplatz Am Hagen in Straubing stattfindende Veranstaltung. Parallel zum Gäubodenvolksfest läuft seit Mitte des 20. Jahrhunderts die Ostbayernschau, die mit jährlich 450.000 Besuchern zu den bedeutendsten und erfolgreichsten Verbraucherausstellungen Bayerns zählt. Der Name leitet sich vom Gäuboden ab, einem geografisch nur grob definierten Gebiet, in dessen Zentrum sich Straubing befindet. Der Festtermin ist immer im August eines Kalenderjahres und richtet sich nach dem Feiertag „Maria Himmelfahrt“ (15. August). Das Gäubodenvolksfest beginnt üblicherweise am Freitag (7. August–13. August) vorher und endet 10 Tage später am Montag (17. August–23. August). Fällt der Feiertag auf einen Freitag oder Samstag beginnt das Gäubodenvolksfest den Freitag eine Woche vorher. Die Ostbayernschau beginnt immer am Samstag und endet am Sonntag (9 Tage). Beide Veranstaltungen werden von der Straubinger Ausstellungs- und Veranstaltung GmbH geplant und durchgeführt.

## Geschichte

### Die Anfänge als landwirtschaftliches Fest
1812 wurde das Gäubodenvolksfest als landwirtschaftliches Vereinsfest im Unterdonaukreis durch ein Dekret des Königs Maximilian I. Joseph ins Leben gerufen. Im Mittelpunkt standen Zuchtschauen, landwirtschaftliche Anbaumethoden und ein Pferderennen. Zunächst fand es nicht – wie heute – jährlich statt, weswegen 2008 trotz einer 196-jährigen Geschichte das Gäubodenvolksfest erst das 97. Mal stattfand.
Von 1819 an fand das Fest abwechselnd in Straubing und Passau statt. Aus dieser Zeit stammen die Anfänge des Vergnügungsparks: neben den landwirtschaftlichen Themen boten Kegelbahnen, Schießstände und Losbuden weitere Attraktionen. Zudem fanden schon damals festliche Umzüge statt, wie auch ein Feuerwerk, das noch heute den Abschluss am letzten Volksfesttag bildet.
Ab 1837 teilten sich schließlich die Städte Landshut, Passau und Straubing die Veranstaltungen.
Neben den Rennen und Ausstellungen wurde das Angebot laufend erweitert. 1848 wurden den Besuchern erstmals Kunsthandwerk, sowie Gewerbe- und Naturprodukte präsentiert. Zudem wurde die Festwiese fortwährend ausgebaut. Die Festbesucher, mittlerweile aus München, Regensburg und Passau anreisend, betraten den Festplatz am Hagen durch ein repräsentatives hölzernes Tor.

### Das „Volksfest Straubing“ ab 1898
Seit 1898 fand das Fest ausschließlich in Straubing statt, zunächst allerdings nur im Zweijahresrhythmus. Dass das Fest im Umkreis, in Stadt und Land, im Gäuboden und im Vorwald großen Anklang fand, zeigen schon die damaligen Besucherzahlen: etwa 25.000 Besucher kamen 1898, wobei Straubing damals nur etwa 17.000 Einwohner zählte.
Das Fest zur Jahrhundertfeier 1912 fiel buchstäblich ins Wasser. Das nun offiziell Volksfest Straubing genannte Fest, es fand damals im September statt, ertrank im Dauerregen.
Nach einer Pause durch den Ersten Weltkrieg fanden erst 1922 wieder eine Pferdeschau und Pferderennen statt, nun aber im August, was bis heute beibehalten wurde. 1925 zeigte sich das Volksfest wieder im Glanz der Vorkriegszeit, 1927 gab es sogar eine Misswahl.
Während des Nationalsozialismus wurde das Volksfest zu Propagandazwecken missbraucht. Das Fest wurde umbenannt in Fest der Ostmark, die Verbraucherausstellung hieß Braune Messe.

### Das „Gäubodenvolksfest“ seit 1949
Nach dem Zweiten Weltkrieg fand erstmals 1947 ein Fest statt. Seit 1949 heißt es „Gäubodenvolksfest“ und existiert in der heute bekannten Struktur mit Vergnügungspark und Verbraucherausstellungen für Landwirtschaft, Handwerk, Gewerbe und Industrie.
Der wirtschaftliche Aufschwung zeigte sich im Volksfest: die „Ostbayernschau“ genannte Verbraucherausstellung wurde 1962, zum 150-jährigen Jubiläum, auf 8000 m² erweitert. Des Weiteren zählte man im Jubiläumsjahr 1962 rund 100.000 Besucher, der Festzug hatte eine Länge von fünf Kilometern, 30 Musikkapellen wirkten mit.
Nach dem Krieg wurde der zweijährige Rhythmus zunächst beibehalten, erst seit dem Jubiläumsjahr 1962 findet das Gäubodenvolksfest jährlich statt.
In der Folge wurde das Fest internationaler – seit 1971 sind die Partnerstädte Straubings vertreten – und offener. In den Bierzelten zog neben der Blasmusik seit den späten 1960er Jahren Beat-Musik ein, heute existieren die traditionelle Musik und die Party-Musik der jüngeren Generation nebeneinander.
Zum 200-jährigen Jubiläum im Jahr 2012 wurde erstmals ein historischer Bereich eingerichtet, der Festplatz wurde dafür im Nordwesten erweitert. In diesem Teil befinden sich neben einem Festzelt vor allem historische Fahrgeschäfte und Attraktionen. Auch nach dem Jubiläumsjahr wurde der historische Teil beibehalten.
2020 und 2021 wurde das Gäubodenvolksfest im Rahmen der COVID-Maßnahmen abgesagt.

## Programm und Veranstaltungen

### Volksfestauszug
Zum Start des Gäubodenvolksfestes am Freitag vor dem zweiten Samstag im August wird ein Auszug zur Festwiese mit ca. 3500 Teilnehmern in rund 80 Gruppen veranstaltet. Der Volksfestauszug startet im Süden der Stadt und schlängelt sich über eine Strecke von rund zwei Kilometern durch die historische Innenstadt zum Festplatz. Dabei werden bayerische Tradition durch Trachtenvereine, Spielmannszüge und Musikkapellen dargeboten. Es nehmen aber auch andere Straubinger Vereine daran teil. Besonders interessant sind die Bierkutschen mit den 6- oder 8-spännigen Kutschen der Brauereien.
Während des Auszuges ist die Straubinger Innenstadt fast komplett für den Verkehr gesperrt, was nicht selten zu einem Verkehrschaos wegen des beginnenden Volksfestes und der damit verbundenen anreisenden Besucher führt.

### Eröffnung
Beim Gäubodenvolksfest gibt es keine Tradition für einen Fassanstich, wie dies bei vielen anderen Volksfesten üblich ist. Das Gäubodenvolksfest startet am ersten Tag abends mit der sogenannten Bierprobe und dem Auszug zur Festwiese. Die offizielle Eröffnung des Gäubodenvolksfestes und der damit verbundenen Ostbayernschau findet am darauffolgenden Samstagvormittag statt. Die Eröffnung findet abwechselnd in einem der großen Festzelte statt. Dazu ist immer ein Vertreter der Bundesregierung oder der bayerischen Staatsregierung als Festredner geladen. Nach einem Eklat 2004, bei dem der damalige Bundesumweltminister Jürgen Trittin seinen Auftritt kurzfristig absagte, haben die Veranstalter beschlossen, nur noch Vertreter der bayerischen Staatsregierung zu laden. Eine Besonderheit stellte die Rede von Wolfgang A. Herrmann, Präsident der TU München, 2008 dar, der als erster „Nicht-Politiker“ die Eröffnung vornahm. Weitere Festredner sind der Oberbürgermeister der Stadt Straubing und der Landrat des Landkreises Straubing-Bogen. Das Gäubodenvolksfest wird somit jeweils zweimal eröffnet, zunächst inoffiziell am Freitag und dann noch einmal offiziell am Samstag.

### Attraktionen
Im Wechsel von einigen Jahren sind jeweils die größten transportablen Achterbahnen der Welt auf dem Festplatz vertreten. Dies sind z. B. der Olympia Looping, der Euro-Star oder Star World (jetzt Höllenblitz). Weiterhin sind jedes Jahr Neuheiten auf dem Gäubodenvolksfest zu finden, genauso wie bewährte Fahrgeschäfte. Das Gäubodenvolksfest ist als kinder- und familienfreundliches Fest bekannt. Darüber hinaus werden auf dem Gäubodenvolksfest oft Trends gesetzt, die dann auf dem später stattfindenden Münchner Oktoberfest erst in einem größeren Umfang bekannt werden und als „Erfindung“ des Oktoberfestes bezeichnet werden.

### Ostbayernschau
Die Ostbayernschau ist integraler Bestandteil des Gäubodenvolksfestes. Dadurch wird die Tradition des Gäubodenvolksfestes, eine Landwirtschaftsschau, weitergeführt. Auf der Ostbayernschau sind ca. 750 Aussteller auf rund 60.000 m² Fläche vertreten, die ein umfangreiches Sortiment von Haushaltsartikeln bis Großmaschinen anbieten.

### Rahmenveranstaltungen
Im Rahmen des Gäubodenvolksfestes werden zusätzlich weitere Veranstaltungen wie das Platzkonzert der Festzeltkapellen, Pferderennen auf der Trabrennbahn Straubing und diverse Sportveranstaltungen im gesamten Stadtgebiet angeboten. Großer Beliebtheit erfreut sich seit Jahren die Lampionfahrt mit Niederfeuerwerk auf der nahen Donau. Den Abschluss des Gäubodenvolksfestes bildet ein Großfeuerwerk am letzten Montag.

## Festzelte und Bierausschank

### Festzelte
Das Gäubodenvolksfest bietet etwa 27.000 Sitzplätze in sieben Festzelten.
Der Stadtrat Straubings beschloss am 9. Februar 2009, dass auf dem Gäubodenvolksfest 2009 nur sechs Festzelte vertreten sein werden. Vor dem Stadtrat hatten sich der Festausschuss der Stadt und der Aufsichtsrat der Straubinger Ausstellungs- und Veranstaltungs-GmbH in ihrer Sitzung vom 28. Januar 2008 mit der Thematik beschäftigt und die Empfehlung ausgesprochen, auf die Vergabe des kleinsten Festzeltes zu verzichten. Durch die Neukonzeption 2010 wurden die Sitzplatzkapazitäten der Festzelte erweitert. Eine weitere Änderung ergab sich 2012, als ein zusätzliches, siebtes Zelt im historischen Teil des Festplatzes vergeben wurde. Seitdem gibt es wieder sieben Festzelte:
Das Festzelt Krönner (Brauerei: Irlbacher, Irlbach) bietet neben den gewöhnlichen Sitzplätzen zusätzlich einen Balkon, von dem aus man das Geschehen im Inneren und auf den Wegen vor dem Zelt beobachten kann.
Das Festzelt Lechner (früher als Lechner’s Schmankerlzelt bezeichnet) steht auf dem Platz des früheren Gockerlwirt-Zeltes. Hier wurde bis 2016 Bier der Brauerei Irlbacher ausgeschenkt, von 2017 bis 2019 dann von der Brauerei Röhrl (Straubing). Seit 2022 wird das Festzelt Lechner ebenfalls von der Karmeliten-Brauerei (Straubing) beliefert.
Anstelle der ehemaligen Gäubodenhalle existiert das Festzelt Nothaft. Es ist mit knapp über 5000 Plätzen das größte Zelt am Platz. Die Karmeliten-Brauerei (Straubing) schenkt hier Bier aus.
Der Beiname des Festzelt Reisinger `Zum Grafenwirt` lässt sich auf die Brauerei Arcobräu (Moos), die das Zelt beliefert, zurückführen. Es wirbt seit 2018 mit dem Slogan „Plastikfreies Bierzelt“.
Die Besonderheit im Festzelt Wenisch ist ein Karusell mit Bar, welches in das Zelt integriert ist. Außerdem war es das erste Zelt mit „Cabrio-Dach“, das bei schönem Wetter geöffnet wird und den Blick auf den Himmel freigibt. Als Brauerei beliefert das Zelt seit 2010 der Erl-Bräu aus Geiselhöring.
Seit dem Jahr 2013 steht ebenfalls auf dem Festplatz das Weckmann Zelt (vorher: „Zum Bruder Straubinger“) dies wird von der Festwirtsfamilie Weckmann bewirtschaftet. 2012 bewirtschaftete es die Festwirtsfamilie Stahl-Wagener. Es wird von der Brauerei Röhrl (Straubing) beliefert.
Im historischen Teil des Volksfestes befindet sich als Zelt 7 das Festzelt Greindl, das eine Ochsenbraterei besitzt. In diesem Zelt gibt es neben Kabarettisten und Volkstanz nur Blas- und Volkstümliche Musik, was es zu den anderen Zelten, in denen zumeist Partymusik gespielt wird, unterscheidet. Die Karmeliten-Brauerei (Straubing) beliefert dieses Zelt.
2015 wurde der einheitliche Bierpreis in den Zelten nach einer Beschwerde der bayerischen Landeskartellbehörde aufgegeben. Ebenfalls müssen die Festwirte in der Bewerbung keinen Bierpreis mehr angeben.

### Vergabe der Festzelte
Die Vergabe der Festzelte wird vom Veranstalter genau geregelt. Hierfür werden die Zelte grob nach den Sitzplatzkapazitäten eingeteilt.
In der Kategorie A mit einer Kapazität von ca. 5000 Sitzplätzen gibt es drei Zelte (derzeit: Nothaft, Reisinger, Wenisch), drei Zelte weist ebenfalls die Kategorie B aus, mit einer Sitzplatzanzahl von ca. 3000 (derzeit: Krönner, Lechner, Weckmann). In der Kategorie C mit einer Kapazität von ca. 1400 Sitzplätzen gibt es nur ein Zelt (derzeit: Greindl).
Wichtigste Reglementierungen sind demnach, dass der Festwirt in der Stadt Straubing (Kat. A und B) oder im Landkreis Straubing-Bogen (Kat. B und C) ansässig ist. Zudem ist langjährige Erfahrung in der Gastronomiebranche Voraussetzung, zumindest aber im Lebensmittelgewerbe (nur Kat. C).
Die Wirte Nothaft und Wenisch betreiben Hotels und Metzgereien, die Familien Reisinger und Weckmann Restaurants, die Festwirte Krönner eine Konditorei, sowie der Festwirt Greindl ein Restaurant und eine Metzgerei.

### Brauereien
In Straubing wird nicht der Wirt von der beliefernden Brauerei vorgeschlagen, wie etwa auf dem Münchner Oktoberfest, sondern der Wirt muss in seiner Bewerbung die Lieferzusage einer berechtigten Brauerei nachweisen.
Zugelassen sind im Ausschreibungsverfahren die traditionellen Lieferbrauereien (Karmeliten-Brauerei, Röhrlbräu, Arcobräu, Erl-Bräu, Klett-Bräu und die Irlbacher Brauerei) sowie andere Brauereien aus der Stadt Straubing und dem Landkreis Straubing-Bogen. Das Fest wurde bisher nur aus dem Kreis dieser Traditionsbrauereien beliefert. Ohne die Begriffsdefinition „Traditionsbrauerei“ wäre Arcobräu aus Moos im Landkreis Deggendorf nicht zugelassen, da die Braustätte im Stadtgebiet Straubing nicht mehr besteht.
Das Bier, das auf dem Gäubodenvolksfest ausgeschenkt wird, wird von den Brauereien speziell gebraut und hat einen höheren Gehalt an Stammwürze.

## Festplatz am Hagen

### Namensgebung
Das Gelände nördlich der Straubinger Stadtmauer, welches heute als „Hagen“ bekannt ist, wird erstmals am 12. März 1374 in einer herzoglichen Urkunde als „Hakken“ bezeichnet. Als Hakken, Haagl, Hagken oder Hogn versteht man in der Fischersprache Überbleibsel alter Flussrinnsale, die in einem von hakenförmigen, gekrümmten Wasserschleifen durchzogenen und bald überfluteten bzw. bald wieder ausgetrockneten Überschwemmungsgebiet, was die Hagenwiese an der Donau seit jeher ist, auftauchen.
Der Hagen lag zu früheren Zeiten noch viel tiefer und war durch die ungebändigte Donau oft schnell und unerwartet überschwemmt. Ein solches Hochwasser traf zum 100-jährigen Jubiläum im Jahre 1912 genau zur Volksfestzeit den Festplatz und ließ ihn in Kot, Schlamm und Dreck untergehen. In Kriegszeiten, wie beispielsweise zu Beginn des spanischen Erbfolgekrieges, konnte die Fläche allerdings auch durch die Städter selbst über eine Schleuse am Spitaltor zu Verteidigungszwecken geflutet werden.

### Der Hagen als Gelände für Spiel und Sport
Bereits seit dem 14. Jahrhundert dient der Hagen als Ort für Spiel, Sport und Zeitvertreib. Besonders das Schützenwesen etablierte hier seine traditionellen Wettkämpfe. Das älteste Zeugnis hierfür ist eine Eintragung im Rechnungsbuch Herzog Albrechts II. von Straubing – Holland, welches die Jahre 1389 bis 1392 umfasst. Der Zahlmeister vermerkte hier eine Auszahlung von 24 Pfennigen durch den Herzog an die Schützen. Auch heute noch beherbergt der Hagen das Schützenhaus der königlich privilegierten Schützengilde Straubing.
Außerdem diente der Platz im Laufe der Zeit nicht nur als Exerzierplatz für das Militär und Freizeitgelände der Bevölkerung, sondern auch als Sport- und Turnstätte für Schulen. Rund um das Volksfest fanden auch immer wieder Fußballturniere statt. 1922 duellierte sich beispielsweise der 1. FC Straubing mit Gästen aus Regensburg, der „süddeutschen Meisterreserve FC Wacker“ aus München und Rapid Linz.

### Der Hagen als Hinrichtungsstätte
Zwischen den Jahren 1850 und 1858 fanden auf und um den heutigen Festplatz jährlich Hinrichtungen durch das Richtschwert statt. Die erste Hinrichtung fand 1850 am westlichen Rand des Hagens, der „Gänsweide“ statt und wanderte in den Folgejahren über die Schießstätte bis in die Mitte des heutigen Festplatzes. Um den meist bis in die Tausende gehenden Zuschauer einen guten Blick zu gewährleisten, wurden bis zu 3 Meter hohe Hinrichtungsbühnen errichtet. In der Nacht vom 23. auf den 24. April 1945 lagerten außerdem mehrere Tausend Häftlinge des Konzentrationslagers Flossenbürg, welche ins KZ Dachau getrieben wurden, am Hagen. Offenbar wurden hierbei auch erschossene Gefangene in Bombentrichter geworfen und verscharrt. 1995 wurde für die Opfer der Evakuierungsmärsche ein Mahnmal in der Grünanlage am Hagen errichtet.

### Der Hagen als Weideplatz
In früheren Zeiten herrschte am Hagen das sogenannte „Hutweiderecht“. Da die Metzger früher ihre Pferde auch für Postfahrten zur Verfügung stellten, bekamen sie das Recht, ihre Pferde auf der Hagenwiese weiden zu lassen. Der Hagen wurde so in 19 Weiderechtsanteile aufgeteilt, welche im Laufe der Zeit auch an Bürger verkauft und vertauscht wurden. Da außer den erlaubten drei Rössern und Rindern nun vermehrt augenscheinlich mehr Weidevieh anzutreffen war, kam es nachweislich Mitte des 18. Jahrhunderts immer wieder zu Streit mit den Kagerser Bauern. Durch die stetige Vergrößerung des Landwirtschaftsfestes kam es außerdem zu Problemen mit den Zeltbesitzern, weshalb die Stadt die alten Weiderechte nach 1949 mehr und mehr wieder in ihren Besitz brachte.

### Der Hagen heute
Außerhalb des Gäubodenvolksfestes steht der Hagen als kostenloser Parkplatz mit über 2000 Stellplätzen für die Bevölkerung bereit. In direktem Umfeld befindet sich die Straubinger Innenstadt, die Joseph-von-Fraunhofer-Halle samt Messe- und Ausstellungshallen, das Stadttheater, das Eisstadion und der Busbahnhof Straubing.

## Sicherheit
Größere Unfälle und Zwischenfälle hat es auf dem Gäubodenvolksfest bisher nicht gegeben. In den 1970er Jahren gab es einen Brand im Festzelt Edenhofer, der jedoch keine größeren Schäden verursachte. Polizei und Rettungsdienste sind mit eigens eingerichteten Wachen auf dem Festplatz präsent und führen Kontrollen durch. Die Bierzelte verfügen über eigene Sicherheitsdienste. Personen, die bereits mehrfach negativ aufgefallen sind, werden mit einem Platzverweis belegt. Schwerpunkte der Arbeit der Rettungskräfte sind die Versorgung von Personen mit überhöhtem Alkoholkonsum und von Personen mit Kreislaufproblemen aufgrund der Augusthitze. Eine Kinderfundstelle des Roten Kreuzes ist ebenso vorhanden.
Problematisch für die Straubinger Polizei ist oft das Weiterfeiern der Gäste in der Straubinger Innenstadt nach Ende des Festbetriebs. Dabei kommt es zu Streitereien zwischen alkoholisierten Besuchern und zu Störungen der Anwohner. Die Stadt Straubing hat deshalb verfügt, dass kein Aufenthalt im Freien vor den Lokalen gestattet ist. Die Lokale der Innenstadt engagieren während des Volksfestes ebenfalls Sicherheitsdienste und setzen die Anforderungen der Stadt Straubing in der Regel durch. Seit 2008 wird die Straubinger Innenstadt während des Festes zwischen 22:00 Uhr und 6:00 Uhr durch Videokameras überwacht, um die gefühlte Sicherheit zu erhöhen.

## Daten und Fakten
| Jahr | Bierpreis         |
| ---- | ----------------- |
| 2025 | 12,90 € - 12,95 € |
| 2024 | 12,70 € - 12,75 € |
| 2023 | 12,20 € - 12,25 € |
| 2022 | 11,30 € - 11,35 € |
| 2019 | 9,70 € - 9,75 €   |
| 2018 | 9,40 € - 9,45 €   |
| 2017 | 9,10 € - 9,15 €   |
| 2016 | 8,90 € - 8,95 €   |
| 2015 | 8,70 € - 8,75 €   |
| 2014 | 8,40 €            |
| 2013 | 8,10 €            |
| 2012 | 7,90 €            |
| 2011 | 7,40 €            |
| 2010 | 7,40 €            |
| 2009 | 6,80 €            |
| 2008 | 6,80 €            |
| 2007 | 6,45 €            |
| 2006 | 5,95 €            |
| 2005 | 5,85 €            |
| 2003 | 5,60 €            |
| 2002 | 5,60 €            |
| 2001 | 10,60 DM          |
| 2000 | 9,90 DM           |
| 1999 | 9,40 DM           |
| 1998 | 8,90 DM           |
| 1996 | 8,40 DM           |
| 1995 | 8,20 DM           |
| 1993 | 7,50 DM           |
| 1991 | 6,50 DM           |
| 1990 | 5,80 DM           |
| 1989 | 5,60 DM           |
| 1988 | 5,40 DM           |
| 1986 | 5,10 DM           |
| 1984 | 4,80 DM           |
| 1983 | 4,70 DM           |
| 1982 | 4,50 DM           |
| 1981 | 4,20 DM           |

### Statistik (2019)
| Beginn                           | 9. August                  |
| Besucher                         | ca. 1,45 Mio.              |
| Ausstrahlung                     | ca. 30-fache Einwohnerzahl |
| Größe des Vergnügungsparks       | ca. 100.000 m²             |
| Frontmeterlänge bebaut           | ca. 3000 m                 |
| Bewerber                         | ca. 670                    |
| Zugelassen                       | ca. 130                    |
| historischen Bereich             | 15                         |
| Fahrgeschäfte                    | 27                         |
| Spiel- und Belustigungsgeschäfte | 19                         |
| Verlosungen                      | 4                          |
| Schießhallen                     | 6                          |
| Imbiss- und Kaufgeschäfte        | 62                         |
| Festhallen                       | 7                          |
| Bewirtschaftungsfläche           | ca. 20.000 m²              |
| Sitzplätze                       | ca. 27.000                 |
| Brauereien                       | 5                          |
| Bierausschank                    | über 850.000 l             |

### Das „zweitgrößte Volksfest Bayerns“
Die Veranstalter werben für das Gäubodenvolksfest mit dem Titel „zweitgrößtes Volksfest Bayerns“. Nach dem Oktoberfest in München sind das Nürnberger Volksfest, die Fürther Michaeliskirchweih und das Straubinger Gäubodenvolksfest die größten Volksfeste in Bayern. Da die reine „Größe“ nicht leicht messbar ist, wird in verschiedenen Kategorien verglichen:
Bezüglich der totalen Besucherzahl liegt Nürnberg mit seinen beiden Volksfesten vorne, da in Nürnberg 1,6 bis 2,3 Mio. Besucher geschätzt werde, das Gäubodenvolksfest etwa 1.450.000 Besucher hat. Nach unterschiedlichen Statistiken hat auch die Fürther Michaeliskirchweih mit 1,5 bis 1,6 Mio. Menschen etwas mehr Besucher. Das Volksfest in Nürnberg dauert sechs Tage länger, so dass das Gäubodenvolksfest pro Tag von knapp 131.800 Menschen besucht wird, die Nürnberger Volksfeste von bis zu 140.000.
Vergleicht man die Fläche des Vergnügungsparks, sind das Nürnberger Volksfest und das Straubinger Gäubodenvolksfest in etwa gleich groß, da es insgesamt jeweils eine Fläche von ca. 100.000 m² gibt.
Beim Bierkonsum liegt – total wie in der täglich ausgeschenkten Menge – das Straubinger Gäubodenvolksfest vorne, denn in Straubing werden jedes Jahr zirka 8500 Hektoliter Bier ausgeschenkt.

## Trivia
Obwohl Gäubodenvolksfest die offizielle Bezeichnung ist, bezeichnen die Straubinger ihr Fest nur als Volksfest oder Straubinger Volksfest. Die Ausdrücke Gäubodenfest und Gäubodenvolksfest werden meist von auswärtigen Besuchern gebraucht.
Seit 2018 findet auf dem Gäubodenvolksfest die jährliche Wahl zur Bayerischen Goaßmaß-Königin statt. Es ist die einzige Königinnenwahl in Stadt und Landkreis und knüpft an die Misswahl von 1927 an.